# ACTApro
ACTApro ist eine Archivsoftware, die zur Erschließung und Verwaltung von Archivgut dient. ACTApro wurde 2006 von der Firma startext GmbH in Zusammenarbeit mit dem Historischen Archiv der Stadt Köln entwickelt. ACTApro wird in kleinen und großen Kommunal-, Kirchen-, Universitäts- und Unternehmensarchiven in Deutschland und Österreich eingesetzt.
ACTApro ist modular aufgebaut und alle Erschließungsmasken sind flexibel anpassbar. ACTApro besteht aus vier Modulen: ACTApro Desk (Erfassungsmodul), ACTApro Magazin (Zugangs- und Standortverwaltung), ACTApro Benutzung (Lesesaalmodul) und startext SORI (Modul zur OAIS-konformen digitalen Langzeitarchivierung). ACTApro erfüllt die Verzeichnungsgrundsätze ISAD(G) und ISAAR(CPF) und nutzt archivische XML-Standardaustauschformate (SAFT-XML, EAD(DDB), EAD, METS). ACTApro ist OAIS (Open Archival Information System) konform.

## Aktuelle Version
Die aktuelle Version ist ACTApro 3.0, die im Dezember 2021 erschienen ist.